# Neil Maskell
Pour les articles homonymes, voir Maskell.
Neil Maskell est un acteur britannique né en 1976 à Londres.

## Filmographie

### Cinéma
- 1997 : Ne pas avaler (Nil by Mouth) de Gary Oldman : Schmuddie
- 1998 : Titanic Town de Roger Michell : un soldat
- 2000 : Sorted d'Alexander Jovy
- 2001 : Redemption Road de Lloyd Stanton (en)
- 2002 : AKA de Duncan Roy (en) : Marcus
- 2004 : The Football Factory de Nick Love : Rod
- 2004 : Frankie Wilde (It's All Gone Pete Tong) de Michael Dowse : Jack Stoddart
- 2004 : Fat Slags d'Ed Bye (en) : le policier
- 2006 : Basic Instinct 2 (Basic Instinct 2: Risk Addiction) de Michael Caton-Jones : Détective Ferguson
- 2007 :  Reviens-moi (Atonement) de Joe Wright : un soldat
- 2007 : Rise of the Footsoldier : l'ascension d'un homme de main de Julian Gilbey (en) : Darren Nicholls
- 2008 : The Englishman : John
- 2009 : Paintball de Daniel Benmayor : Frank
- 2009 : Doghouse de Jake West : Banksy
- 2009 : Tony : Mike Hemmings
- 2010 : The Shouting Men : Terry
- 2010 : Bonded by Blood de Sacha Bennett (en) : Craig Rolfe
- 2011 : Kill List de Ben Wheatley : Jay
- 2011 : Jack Falls : Sid
- 2011 : Ghosted : Nathan
- 2011 : Turnout : Scott
- 2011 : Wild Bill de Dexter Fletcher : Dickie
- 2011 : Will d'Ellen Perry (en) : Lenny
- 2011 : How to Stop Being a Loser : Hands Henry
- 2012 : Piggy : John
- 2012 : Pusher de Luis Prieto : Marlon
- 2012 : The Rise (Wasteland)  : Steven Roper
- 2012 : St George's Day de Frank Harper : Jimmy McCudden
- 2012 : The ABCs of Death : Lord Scanlon
- 2013 : Deadly Game : Luke Nelson
- 2014 : The Haunting of Harry Payne : Sean McCann
- 2014 : Hyena de Gerard Johnson : Martin
- 2015 : Bone in the Throat (en) de Graham Henman : Lewis
- 2015 : High-Rise de Ben Wheatley : P.C. White
- 2015 : Level Up d'Adam Randall : Dmitri
- 2017 : Le Roi Arthur : La Légende d'Excalibur (King Arthur: Legend of the Sword) de Guy Ritchie : Back lack
- 2018 : La Part obscure (In Darkness) de Anthony Byrne : Mills
- 2021 : Bull (en) de Paul Andrew Williams : Bull

### Télévision
- 1991-2002 : The Bill : Plusieurs rôles (6 épisodes)
- 1992 : Perfect Scoundrels : Dan (1 épisode)
- 1996 : La Brigade du courage : Gary (1 épisode)
- 1997-2009 : Casualty : Lenny, Tom Faulkner et Luke Lowther (4 épisodes)
- 1998 : Ultraviolet : Neil (1 épisode)
- 2000-2012 : Affaires non classées : Stuart Thompson et Gary Lomax (3 épisodes)
- 2002 : The Jury : Chris Maher (6 épisodes)
- 2003 : Strange : Youth (1 épisode)
- 2004 : Shameless (1 épisode)
- 2005 : Meurtres à l'anglaise : Martin Moran (1 épisode)
- 2005 : Mike Bassett: Manager : le présentateur du web (6 épisodes)
- 2010 : The Morgana Show : Norman (5 épisodes)
- 2013 : Dates : Nick (1 épisode)
- 2013 : Privado : Michael Jackson (3 épisodes)
- 2013 : The Great Train Robbery : Buster Edwards (2 épisodes)
- 2013-2014 : Utopia : Arby (11 épisodes)
- 2013-2014 : The Mimic : Neil (11 épisodes)
- 2015 : Humans
- 2019 à la télévision : Peaky Blinders Winston Churchill, saison 5
- 2020 : Sex Education : A Police Officer
- 2022 : Litvinenko (4 épisodes)